# 2013 South America Tour
2013 South America Tour fue una gira de la banda estadounidense Paramore, para promocionar su álbum homónimo Paramore (2013) en Sudamérica. Consistió de diez conciertos en dicho continente, el primero de ellos el 15 de julio de 2013  en Ciudad de México, y el último el 4 de agosto de 2013 en Porto Alegre.

## Canciones interpretadas
1. «Interlude: Moving On»
2. «Misery Business»
3. «For A Pessimist, I'm Pretty Optimistic»
4. «Decode»
5. «Now»
6. «Renegade»
7. «Pressure»
8. «Ain't It Fun»
9. «The Only Exception»
10. «Let The Flames Begin»
11. «Fast In My Car»
12. «Ignorance»
13. «Looking Up»
14. «Whoa»
15. «Anklebiters»
16. «That's What You Get»
17. «Still Into You»
18. «Proof»
19. «Brick By Boring Brick»

- Fuente: Rocknvivo[2]

## Fechas
| Sudamérica          |                   |                     |                         |                     |                |        |            |
| 15 de julio de 2013 | Ciudad de México  | México              | Palacio de los Deportes |                     |                |        |            |
| 18 de julio de 2013 | Santiago de Chile | Chile               | Movistar Arena          |                     |                |        |            |
| 20 de julio de 2013 | Buenos Aires      | Argentina           | Malvinas Argentinas     | 25 de julio de 2013 | Río de Janeiro | Brasil | HSBC Arena |
| 26 de julio de 2013 | Belo Horizonte    | Arena Expo Minas    |                         |                     |                | Brasil |            |
| 28 de julio de 2013 | Brasilia          | Arena Iguatemi      |                         |                     |                | Brasil |            |
| 30 de julio de 2013 | São Paulo         | Espaço das Américas |                         |                     |                | Brasil |            |
| 31 de julio de 2013 | São Paulo         | Espaço das Américas |                         |                     |                | Brasil |            |
| 2 de agosto de 2013 | Curitiba          | Master Hall         |                         |                     |                | Brasil |            |
| 4 de agosto de 2013 | Porto Alegre      | Oi Araújo Vianna    |                         |                     |                | Brasil |            |